# Laurens W. Molenkamp

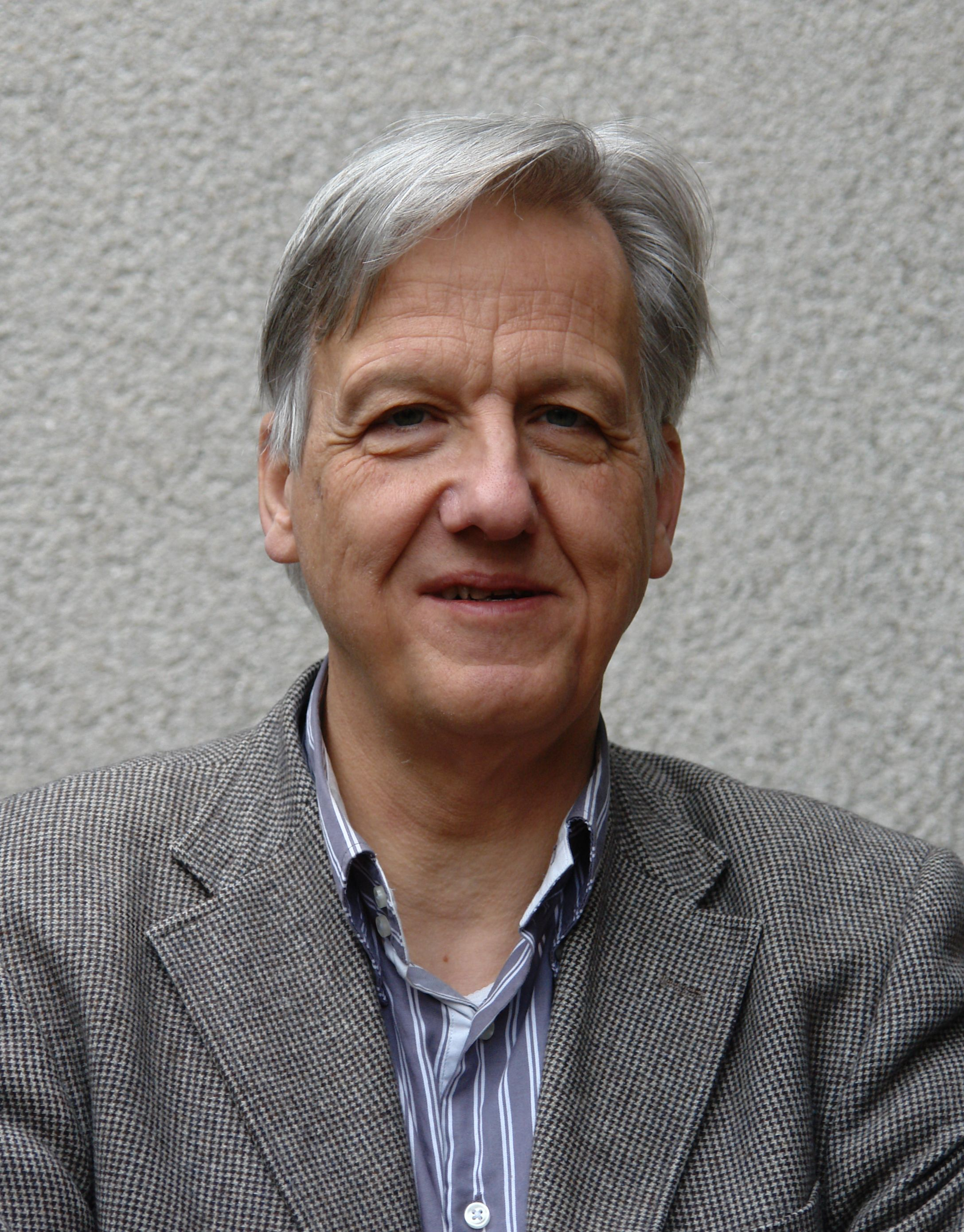
Laurens W. Molenkamp

Laurens W. Molenkamp (* 4. August 1956 in Garrelsweer, Niederlande) ist ein niederländischer experimenteller Festkörperphysiker.

## Leben
Molenkamp erhielt sein Vordiplom 1977 und sein Diplom in Physikalischer Chemie 1980 von der Universität Groningen, wobei er sich insbesondere mit kohärenter optischer Spektroskopie befasste. Nach der Promotion in Groningen 1985 war er an den Philips Forschungslaboratorien in Eindhoven, wo er sich mit Quantentransport in Halbleiter-Nanostrukturen befasste. Ab 1994 war er Professor an der RWTH Aachen und seit 1999 ist er Professor und Inhaber des Lehrstuhls für experimentelle Physik III an der Universität Würzburg. Er leitet dort die Molekularstrahlepitaxie-Gruppe (II-VI MBE) und befasst sich mit Quantentransport und Spintronik.

## Wirken
Nachdem Andrei Bernevig und Shoucheng Zhang die Existenz des Quantenspin-Halleffekts (des Prototyps von topologischen Isolatoren) in Quantentöpfen vorschlugen (Sandwich-Struktur aus einer Quecksilbertellurid-Schicht zwischen zwei Cadmiumtellurid-Schichten) wurde der Effekt durch die Gruppe von Molenkamp 2007 in Würzburg nachgewiesen.
2012 wurde er Senior Editor bei Physical Review B. Schon zuvor war er Mitherausgeber von Physical Review Letters und Semiconductor Science and Technology und er ist Mitherausgeber von European Physical Journal Applied Physics.

## Auszeichnungen
2010 erhielt Molenkamp den Europhysics Prize. Er ist Fellow des Institute of Physics und der American Physical Society. Er ist, als einer von wenigen Wissenschaftlern in Europa, zweifacher Empfänger eines ERC Advanced Research Grant. 2011 erhielt er ihn bereits für die Erforschung topologischer Isolatoren. Im Jahr 2017 erhält er erneut 2,5 Millionen Euro vom Europäischen Forschungsrat. In dem neuen Projekt soll die sogenannte „exotische“ Supraleitung erforscht werden. Diese entsteht, wenn man einen topologischen Isolator mit normalen Supraleitern in Kontakt bringt.
2012 erhielt er mit Shoucheng Zhang und Charles L. Kane den Oliver E. Buckley Condensed Matter Prize. 2013 erhielt er den mit 300.000 Euro dotierten Physics Frontiers Prize, 2014 den Gottfried-Wilhelm-Leibniz-Preis. Für 2017 wurde ihm die Stern-Gerlach-Medaille der Deutschen Physikalischen Gesellschaft sowie der König-Faisal-Preis zugesprochen. 2018 erhielt Molenkamp den Bayerischen Maximiliansorden für Wissenschaft und Kunst, 2019 wurde er in die Bayerische Akademie der Wissenschaften gewählt.